# Nikolai Georgijewitsch Kell
Nikolai Georgijewitsch Kell (russisch Николай Георгиевич Келль; * 8. Januarjul. / 20. Januar 1883greg. in Petrowo, Ujesd Toropez, Gouvernement Pskow; † 22. Dezember 1965 in Leningrad) war ein russischer Geodät und Hochschullehrer.

## Leben
Der Bauernsohn Kell begann 1903 das Studium am St. Petersburger Bergbau-Institut. 1906 arbeitete er an einer Teilstrecke der Donezk-Eisenbahn und 1907 an einer Strecke der Straßenbahn Sankt Petersburg. Als Topograf der Russischen Geographischen Gesellschaft gehörte er zur geologischen Abteilung der Expedition Fjodor Pawlowitsch Rjabuschinskis, mit der er nach Kamtschatka kam. Dort führte er 1908–1911 sorgfältige geodätische Untersuchungen unter Benutzung moderner Triangulationsmethoden mit Einsatz eines Fototheodoliten durch und erstellte mit seinen Ergebnissen die erste Karte der Vulkane Kamtschatkas. Sein Ende der 1920er Jahre erschienener Atlas der Vulkane Kamtschatkas wird noch heute benutzt. 1915 schloss er sein Studium in St. Petersburg ab.
Nach dem Studium arbeitete Kell ab 1917 zunächst als Dozent und ab 1920 als Professor am Uraler Bergbau-Institut in Jekaterinburg, wo er den Lehrstuhl für Geodäsie einrichtete. 1923 kehrte er nach Petrograd in das Bergbau-Institut zurück und leitete den Lehrstuhl für Geodäsie (bis 1953). Neben seiner Lehrtätigkeit leitete er die geodätischen Arbeiten des Geologischen Komitees im Kusbass (1923–1927), die Vermessung des Magnetberges im Ural (1926–1927), an dem später Magnitogorsk gebaut wurde, und die geodätischen Untersuchungen an der Krim-Erdrutschstation (1931–1937). 1930 gab er das erste russische Handbuch für Geodäten, Markscheider und Topografen heraus. 1936 meldete er seinen Stereomodulator zum erleichterten Kartenzeichnen auf der Basis der Fototriangulation zum Patent an und verteidigte seine Doktorarbeit. 1946 wurde er Korrespondierendes Mitglied der Akademie der Wissenschaften der UdSSR (AN-SSSR).
Von 1947 bis 1965 leitete Kell das Laboratorium für Luftbildmethoden für geologische Untersuchungen der AN-SSSR. 1948 erhielt er den Leninorden. Er entwickelte Methoden zur Entzerrung von Luftbildern und zur Orientierung eines fliegenden Flugzeugs im Raum. Er förderte die Einführung des Gauß-Krüger-Koordinatensystems in der UdSSR.
Kells Sohn war der Markscheider und Rektor des Leningrader Bergbau-Instituts Lew Nikolajewitsch Kell.
Nach Kell wurde der Schichtvulkan Kell auf Kamtschatka benannt und 1966 ein Berg in Antarktika.